# Pasquale Aniel Jannini

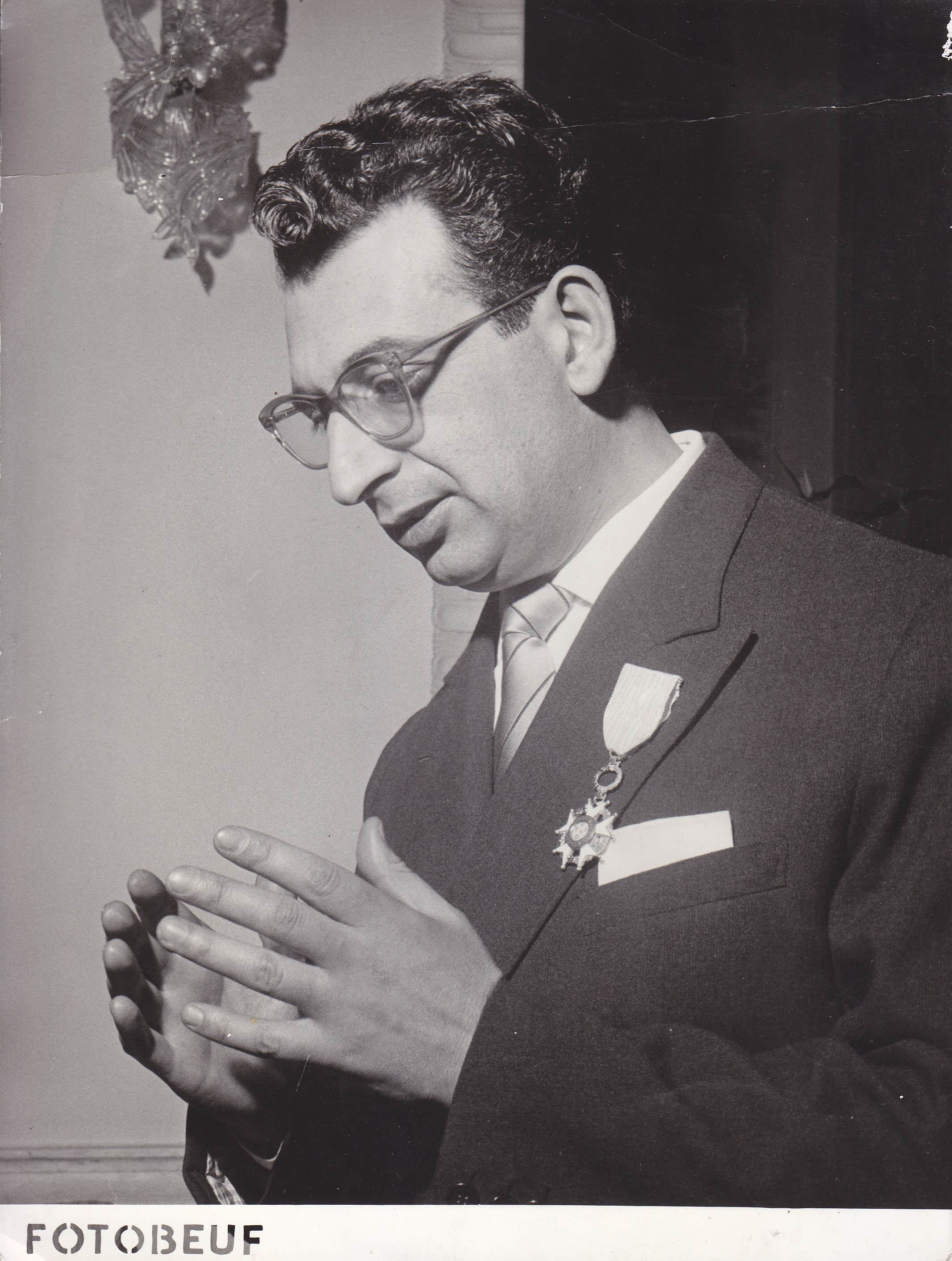
Pasquale Aniel Jannini

Pasquale Aniel Jannini  (* 6. August 1921 in Busto Arsizio; † 5. August  1988 in Rom) war ein italienischer Romanist, Französist, Lusitanist, Brasilianist und Übersetzer.

## Leben und Werk
Jannini studierte an der Katholischen Universität vom Heiligen Herzen in Mailand. Er war dort zuerst Gymnasiallehrer, dann Assistent für Brasilianistik an der Wirtschaftsuniversität Luigi Bocconi. Von 1968 bis zu seinem Tod lehrte er als Ordinarius für Französisch an der Universität La Sapienza in Rom. Er war Herausgeber der Zeitschrift Sì & No. Rivista quadrimestrale di letteratura moderna e contemporanea (1974–1975) und Mitherausgeber der Zeitschriften Quaderni del Novecento Francese (1974) und Quaderni del Seicento Francese (1974).

## Werke

### Frankreich 16. und  17. Jh.
- (Hrsg.) Théodore de Banville, Gringoire, Mailand, Libreria editrice scientifico universitaria, 1949.
- (Hrsg.) Tristan L'Hermite, La Marianne, Mailand/Varese, Istituto Editoriale Cisalpino, 1953, 1969.
- (Hrsg.) Pierre Gringore, La sottie du Prince des Sotz, Mailand, Istituto editoriale cisalpino, 1957.
- (Hrsg.) Pierre-Claude Nivelle de La Chaussée, Le préjugé à la mode, Mailand, La goliardica, 1962.
- (Hrsg.) Tre momenti della poesia francese al tempo di Malherbe, Mailand, La goliardica, 1964.
- Verso il tempo della ragione. Studi e ricerche su Guillaume Colletet, Mailand/Pavia, Viscontea, 1965; Fasano, Schena, 1989.
- (Hrsg.) Guillaume Colletet, L'art poétique 1. Traitté de l'épigramme et traitté du sonnet, Genf, Droz, 1965.
- (Hrsg.) Guillaume Colletet, Poésies choisies, Paris, Nizet, 1968.

### Apollinaire
- La fortuna di Apollinaire in Italia, Mailand/Varese, Istituto editoriale cisalpino, 1959, 1965.
- Apollinaire critico. Dalla "Grande France" alle "Marges", Rom, Bulzoni, 1970.
- Le avanguardie letterarie nell'idea critica di Apollinaire, Rom, Bulzoni, 1971, 1979
- (Hrsg.) Gli anni Apollinaire, Mailand, Mazzotta, 1972.
- (Hrsg.) Apollinaire e l'Avanguardia. Convegno tenuto a Roma dal 19 al 22 novembre 1980, Rom/Paris, Bulzoni/Nizet, 1984

### Corbière
- Saggio su Tristan Corbière, Bellinzona, Casagrande, 1959.
- Introduzione alla lettura de "Les amours jaunes" di Tristan Corbière, Rom, Edizioni dell'Ateneo, 1969.
- Un Altro Corbière, Rom, Bulzoni, 1977.

### Avantgarde
- (mit Bruno Revel) Introduzione alla letteratura francese, Mailand-Varese, Istituto Editoriale Cisalpino, 1950.
- L'esprit nouveau e le poetiche di Max Jacob, Mailand, Viscontea, 1966.
- L'angelo funambolo. Le poetiche di Max Jacob, Mailand, Istituto Cisalpino-La Goliardica, 1973.
- (Hrsg.) Surrealismo, Rom/Paris, Bulzoni/Nizet, 1974.
- (mit Gabriele Aldo Bertozzi) Letteratura francese. Le correnti d'avanguardia, Rom, Lucani, 1982.
- (Hrsg.) Filippo Tommaso Marinetti, Scritti francesi, Mailand, Mondadori, 1983.

### Praktisches Französisch
- Grammatica moderna della lingua francese, Florenz, Le Monnier, 1959.
- Le français et l'industrie. Per le scuole di avviamento a tipo industriale, Florenz, Le Monnier, 1960.
- Le français et le commerce, à l'usage des écoles commerciales, Florenz, Le Monnier, 1960.
- Le commerce d'aujourd'hui, Florenz, Le Monnier, 1962.
- Le français écrit et parlé, Florenz, Le Monnier, 1962.
- La France. Sa géographie, son histoire, sa civilisation, Florenz, Le Monnier, 1969.
- Vocabolario commerciale italiano-francese, francese-italiano, Florenz, Le Monnier, 1978.

### Lusitanistik/Brasilianistik
- (Hrsg.) Le più belle pagine della letteratura portoghese, Mailand, Nuova Accademia, 1955.
- (Hrsg.) Le più belle pagine della letteratura brasiliana, Mailand, Nuova Accademia, 1957.
- Storia della letteratura brasiliana, Mailand, Nuova Accademia, 1959.
- (Hrsg.) Vinícius de Moraes, Orfeo negro, Mailand, Nuova Accademia, 1961.

### Übersetzungen
- Fernando Namora, Medico di campagna, Mailand, Martello, 1958.
- João Guimarães Rosa, Il duello, Mailand, Nuova Accademia, 1963.
- João Guimarães Rosa, L'ora e il momento di Augusto Matraga, Mailand, Nuova Accademia, 1965.
- Jean Guy Pilon, Come acqua rattenuta, Roma, Bulzoni, 1988.